# Nunchaku

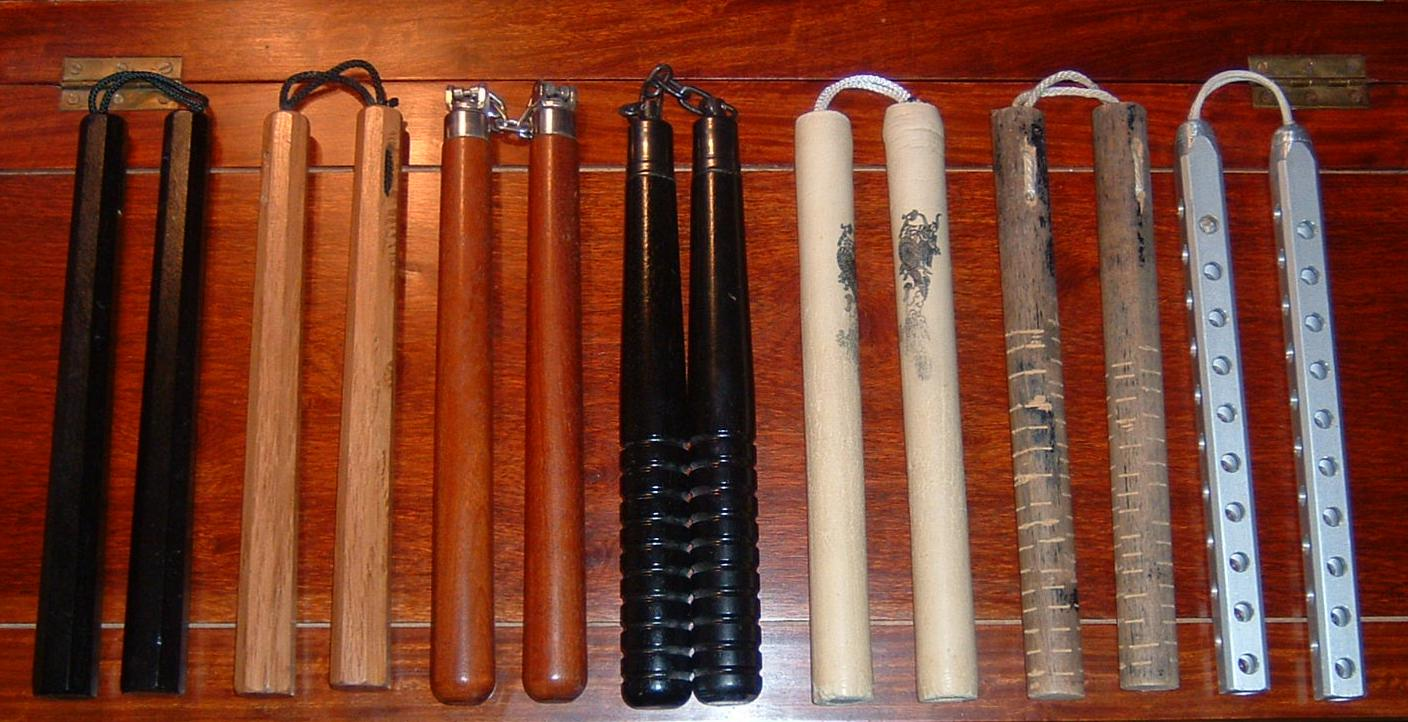
Vários tipos de nunchaku.

Nunchaku (do Chinês: 雙節棍 shuāng jié gùn, 兩節棍 liǎng jié gùn, ou 二節棍 èr jié gùn), também chamado de matraca, tchaco, nunchucks ou nunchuks,  é uma arma de artes marciais do conjunto de armas do kobudo e consiste de dois bastões pequenos conectados em seus fins por uma corda ou corrente. As outras armas do kobudo são sai (punhal de metal), tonfa (bastão de defesa pessoal), bō e kama. O sansetsukon (sān jié gùn (三節棍)) é semelhante a um nunchaku porém com três bastões ao invés de dois.

## Anatomia do nunchaku

### Anatomia do nunchaku tradicional
O nunchaku é composto de dois bastões de madeira, (ou metal em encarnações modernas) conectados por uma corda ou corrente. Os nunchakus chineses costumam ser cilíndricos enquanto os japoneses costumam ser octogonais. O comprimento ideal de cada peça deve ser o tamanho do antebraço do usuário; o osso entre o pulso e o cotovelo. Tradicionalmente os dois fins são de tamanhos iguais (apesar de existirem nunchakus assimétricos). O tamanho ideal para conectar a corda/corrente pode ser ajustado para cada indivíduo deixando a corda através do pulso, com os bastões pendurados confortavelmente apontando para o chão, mas sem mais corda do que é necessário para isso. O equilíbrio do peso é extremamente importante, nunchakus baratos ou estéticos (como os que acendem no escuro) geralmente não são bem equilibrados, o que impede o artista de fazer movimentos mais avançados e rápidos em movimentos de 'pegada-baixa', tais como giros ao redor da mão. O peso deve ser balanceado através das pontas externas dos bastões para uma maior facilidade e controle.
O nunchaku tradicional deve ser feito de madeira forte e flexível, tais como carvalho, loquat ou pasania. Originalmente, a madeira seria submersa na lama por vários anos, aonde a falta de oxigênio e o bom nível de acidez a impediriam de apodrecer. O resultado final é uma madeira mais forte. A corda era feita com a crina do cavalo, que alguns dizem ser capaz de bloquear uma espada (não existe nenhuma evidência conhecida disto). Finalmente, a madeira era pintada e envernizada para manter sua cor.
Existem várias formas alternativas de nunchaku, como o bastão de três secções (sansetsukon) e ou de quatro secções, que são nunchakus com três e quatro peças conectadas.

### Anatomia do nunchaku moderno
O nunchaku moderno pode ser feito de qualquer material encontrado: da madeira a quase todos os tipos de plástico e fibra de vidro. Os equivalentes modernos da corda são a corda de nylon ou correntes de metal com juntas com rolamentos.
O esporte nunchaku-dō, organizado pela Associação Mundial de Nunchaku, recomenda nunchakus de styrofoam preto e amarelo. A diferença com estes nunchakus de plástico rapidamente disponíveis é de que eles já são propriamente balanceados.
Existem outros nunchakus alternativos, tais como:
- Nunchakus retrátil - São de metal e diminuem de tamanho.
- Glow-chucks - Feitos ou de fibra de vidro com uma luz colorida na junção ou algum tipo de fita fluorescente ao redor dos bastões.
- Penchakus - São os bastões Lissajous-dō para uso em performances artísticas. Eles são mais coloridos e algumas vezes fluorescentes com uma anatomia que em favor do controle de energia gasto; eles tem um comprimento maior e cordas extremamente curtas. A ideia é baseada em um modelo matemático, a figura de Lissajous, que permite o usuário continuar como um movimento fluente.

## História
O ponto geográfico de origem e sua função original ainda não estão totalmente definidos.
Acredita-se que era usado por camponeses, e é de origem filipina.
Também conhecido como bastão de caratê, provavelmente vindo da mesma origem que a tonfa, o nunchaku é frequentemente explicado como uma ferramenta antiga usada por fazendeiros para separar o arroz. Não há certeza de que o nunchaku fosse utilizado para este propósito. Uma ferramenta com um pequeno bastão ligado por corrente é o formato mais comum para isso, porém o formato ideal depende do grão que está sendo separado. Os objetos usados atualmente em artes marciais podem ter sido modificados por conveniência. Outra explicação comum é de que o nunchaku foi utilizado originalmente para guiar cavalos, sendo colocado na boca do animal. Enquanto isso é aceitável logicamente, o formato e os materiais utilizados teriam sido fortemente modificados para o uso em artes marciais.

## Escolas
As artes marciais que utilizam o nunchaku mais habitualmente são as de origem chinesa como o kung fu, coreanas como o hapkido ou japonesa como alguns estilos de caratê. Não obstante, alguns sistemas de esgrima também ensinam aos seus praticantes as técnicas de utilização do nunchaku.
O taekwondo songahm, um estilo de arte marcial coreano, ensina como usar um e dois nunchakus mas também algumas academias e professores de taekwondo wtf (World Taekwondo Federation) ensina o manuseio dessa arma. Na Coreia, eles são conhecidos como sahng jeol bahngs, ou algumas vezes sahng jeol bongs. Os estilos destas três artes são diferentes.
Na arte tradicional de Okinawa os bastões foram usados primeiramente para torções e imobilização. Na arte filipina, foram usados principalmente para ataques. Já o taekwondo songahm ensina uma combinação de ambos.
Na década de 1980, Kevin D. Orcutt, sargento da polícia norte-americana e faixa preta em jukado, desenvolveu o sistema OPN (Orcutt Police Nunchaku). Destarte, algumas delegacias norte-americanas começaram a usar o nunchaku como arma de controle ao invés da tonfa (também conhecida como casse-tête), que também tem sua origem na família de armas do kobudo. Este sistema enfatiza apenas um pequeno número de técnicas do nunchaku, para um treinamento mais rápido.
Atualmente existe a Associação Mundial de Nunchaku, baseada nos Países Baixos, que ensinam o nunchaku-dō como um esporte de contato. Eles utilizam nunchakus de plástico amarelo e preto para treino e capacetes para proteção. A Associação tem seu próprio sistema de faixas onde você ganha listras de cores no seu cinto ao invés de ter uma faixa de uma única cor. Nas competições, o oponente vira sua faixa, pois um lado é branco e o outro é preto.

## Nunchaku no combate

Um movimento com nunchaku

Quando usado em combate, o nunchaku provê primeiramente a vantagem de um alcance maior para os ataques. Apesar de considerado difícil de controlar por muitos, a corda ou a corrente do nunchaku tem o benefício de permitir ataques de ângulos inesperados. Praticantes de estilos mais dinâmicos afirmam que o movimento do nunchaku é muitas vezes uma distração para seus oponentes, os quais podem ter problemas tentando seguir o movimento rápido do nunchaku. Além disso, o alcance do nunchaku é muitas vezes subestimado, mesmo pelos mais experientes com o seu uso.
A técnica original de Okinawa envolve segurar a arma de uma variedade de posturas preparatórias. Uma vez que o oponente tenha movido sua arma ou seu corpo em uma distância próxima, o nunchaku é usado para atacar os pontos vitais, aplicar chaves nas juntas, estrangulamentos e outras técnicas de controle.

## Cuidados com o nunchaku
Para nunchakus de madeira é recomendável (apesar de não ser estritamente necessário) limpar o nunchaku com um pano embebido em óleo de oliva, óleo de camélia ou qualquer outro óleo de plantas para uma pegada melhor e para evitar o desgaste da cor original (porque ele põe uma camada protetora aonde o verniz foi removido). Para evitar o desgaste das cordas de nylon, parafina pode ser colocada nas regiões onde a corda exerce maior atrito. Também é possível aprender a fazer o nó tradicional que une as partes. Existe até um campeonato nacional de nós no Japão.
Correntes de metal e rolamentos com esferas recirculantes podem também receber óleo para evitar o desgaste e maiores atritos.

## Mestres do nunchaku
Muitos estilos de Kung Fu praticam o Nunchaku, existindo diversos modelos de treino livre e também as formas (katis). Em outras artes marciais o treinamento costuma ser "freestyle". Existem, inclusive, técnicas esportivas de combate com o "Tchaco", utilizando um material de espuma, luvas e capacete para evitar escoriações maiores.
Bruce Lee foi o maior responsável na divulgação desta maravilhosa arma ao mundo mais entretanto,Dan Inosanto que o introduziu ao Jeet Kune Do ciência marcial que Bruce Lee desenvolveu. Quando veio ao Brasil, Bruce Lee disse que, traduzido ao português, a nomenclatura correta do golpe do nunchaku seria "nuntchekada".

## Nunchaku na cultura popular
O nunchaku se tornou popular no Ocidente principalmente devido ao seu uso por Bruce Lee em uma cena de seu filme Enter the Dragon (apesar de ele ter usado seu primeiro nunchaku em Fist of Fury), no qual ele demonstrou técnicas de caratê.
Em desenhos animados e animes, Dohko de Libra, personagem de Cavaleiros do Zodíaco tinha nunchakus em sua armadura. Michelangelo, personagem do desenho Tartarugas Ninjas também é conhecido por usar nunchakus.
Na versão britânica do desenho Teenage Mutant Hero Turtles, o nunchaku foi censurado e removido.
Além disso, a arma de Selphie Tilmitt no jogo Final Fantasy VIII pode utilizar o nunchaku como arma.
Li Long usa o nunchaku no jogo Soul Edge assim como Maxi na série Soul Calibur; esta arma se tornou um bastão de três secções na versão PAL do inventário de Li Long.
O personagem Ling Tong do videojogo Dynasty Warriors é conhecido pelo seu manuseio dos nunchakus.
Ao lado das participações na televisão e outras mídias, existe também um movimento em existência que defende que o nunchaku é uma arma aplicável no dia-a-dia. Estes são os "chuckers", grande parte amadores, constantemente inventando novos movimentos e combinações, com movimentos artísticos em foco.

## Nunchaku usado como defesa pessoal
Existem muitos movimento onde o nunchaku promove torções e imobilizações na defesa pessoal. Sendo uma arma branca, somente pode se usada de forma eficiente por quem possui o estudo. Temos poucas escolas de nunchaku no país, em Brasília temos o Mestre em Kung Fu Sávio Maia que tem um profundo conhecimento sobre o assunto e sobre a utilização dessa arma branca. Estuda nunchaku a mais de 20 anos.
Além de dois bastões o nunchaku pode ter 3 bastões(San Tien Kuan). Um curso de nunchaku pode levar de 6 meses a 1 ano.
Este estilo de técnica não existe apenas nos Estados Unidos mas em todo o mundo. É um passatempo muitas vezes solitário que formou sua própria comunidade.
O personagem da Marvel Comics Demolidor utiliza um bastão de combate que quando estendido se torna um nunchaku.